# ストリートファイターズ
『ストリートファイターズ』（THE STREET FIGHTERS）は、2002年1月7日から2011年12月19日までテレビ朝日系列で放送されていたストリートミュージシャンを紹介する音楽番組である。通称は『ストファイ』、『TSF』。

## 番組概要
基本コンセプトは同局の「Break Out」を受け継いだものである。
全国を7ブロックに分け、毎回テーマに沿ったストリートミュージシャンを紹介する。
全国のテレ朝系の局に担当者がいて、路上で活動するミュージシャンや絵描き、お笑い芸人などに声をかけている。ただし、声をかけられたからと言ってすぐ番組に出演できる訳ではない。またそのエリアの担当者の熱意によって、取材されるエリアがかなり偏っている。
毎年2〜3回程度『@イベント(アットマークイベント)』と銘打って野外イベントを開催している。2006年は@名古屋2と@仙台。
番組後期はストファイサポーターと呼ばれる番組アシスタントを起用した企画、Music Club TourやストFILEをメインに放送されていた。
また、同番組の地域密着のエリア限定版もある。2011年4月現在、静岡（静岡朝日テレビ制作）、関西（朝日放送制作）、広島（広島ホームテレビ制作）、福岡（九州朝日放送制作）の4地区で放送されている。
2009年10月5日より放送曜日・時間が毎週火曜日の1:21 - 1:51に変更された。10年近く続いた当番組であるが、2011年12月19日をもって終了した。全487回。
後番組は「musicる TV」（2012年1月9日開始）。また、当番組終了と同時に「Break Out」も放送を再開している。

## ストファイ姫祭り
『ストファイ姫祭り〜Girls Fight〜@横浜5』は、2006年に開催された女性アーティスト限定の音楽イベント。全国8大都市でエリア予選会が行われ、各エリア2位によって争われた復活枠を含む9組が同年3月31日に横浜BLITZで行われた決勝大会に出場した。名古屋エリア代表の「The Betty」が優勝した。
- 会場：横浜BLITZ
- 開催日：3月31日
- 優勝：The Betty（名古屋エリア代表）
- ファイナリスト：FRESH CHERRY SOURCE（札幌エリア代表） / e:cho（仙台エリア代表） / 華子（東京エリア代表） / 和魂人（大阪エリア代表） / Yatcot（広島エリア代表） / からもも（福岡エリア代表） / CHERRY BLOSSOM（沖縄エリア代表） / まきちゃんぐ（復活枠 / 広島エリア）
- MC：ヴェートーベン[2]
- ゲスト：あい / タン★バリ〜ン / 中央線with you[2]

## ストファイHジェネ祭り
2007年から始まった毎年夏に行われる18歳以下のアーティスト限定の音楽イベント。日本全国各エリアごとに予選会が行われ、決勝大会は東京で行われる。

### 2007年
出典
- 会場：SHIBUYA AX
- 開催日：8月25日
- 参加総数：283組
- 優勝：S.R.S（九州・沖縄エリア代表） / NITRO BOX（関東エリア代表）
- ファイナリスト： モンゴルマン三世（北海道エリア代表） / albatross（東北エリア代表） / CARAMEL CLUNCH（北陸・甲信越エリア代表） / SKULL SHOCKER（東海エリア代表） / Run fools 5（関西エリア代表） / ピックスティック（中国・四国エリア代表）
- ゲスト：HY

### 2008年
出典
- 会場：SHIBUYA-AX
- 開催日：8月23日
- 参加総数：286組
- 優勝：小林太郎とマサカリカツイダーズ（東海エリア代表）[7]
- 審査員特別賞：大知正紘（関西エリア代表）[8]
- ファイナリスト：Hz（北海道エリア代表） / IDLimit(s)（東北エリア代表） / SALAD（関東エリア代表） / GLIMALKIN（関東エリア代表） / CARAMEL CLUNCH（北陸・甲信越代表） / ピックスティック（中国四国エリア代表） / Quartet.C（九州・沖縄エリア代表）
- ゲスト：S.R.S / NITRO BOX / HY

### 2009年
出典
- 会場：SHIBUYA-AX
- 開催日：8月22日
- 優勝：airbag（九州・沖縄エリア代表）
- 審査員特別賞：tista（関東エリア代表）
- ファイナリスト：SELFISH（北海道エリア代表） / 日食なつこ（東北エリア代表） / 遠足日和（北陸・甲信越エリア代表） / 遥奈（東海エリア代表） / US AIR FORCE（関西エリア代表） / POWER LINE（中国・四国エリア代表）
- ゲスト：HY / S.R.S

### 2010年
出典
- 会場：SHIBUYA-AX
- 開催日：8月21日
- 優勝：SELFISH（北海道エリア代表）[13]
- ベストパフォーマンス賞：Neverlost（九州・沖縄エリア代表）[14]
- ファイナリスト：Deo Pad NICOL（東北エリア代表） / GREEDY CLOVER（関東エリア代表） / Off the Record（北陸・甲信越エリア代表） / FORM NOT FLAG（東海エリア代表） / HISA（関西エリア代表） / 西航平（中国・四国エリア代表）
- ゲスト：小林太郎 / S.R.S

## この番組で紹介された著名アーティスト

### ミュージシャン
- あえか
- あつ
- アコジィ
- 歌姫楽団
- HY
- exist†trace
- S.R.S
- えちうら
- N.U.
- OldFashion
- 小林太郎
- 越野翔子
- サスケ
- phatmans after school
- 少年カミカゼ
- Scribies
- せきずい
- 流田Project
- ナナ・イロ
- ひなた
- FREENOTE
- ぶるぅ☆べりぃ
- 藤田大吾
- マニ★ラバ
- やなわらばー
- 勇成真也
- 湯別メインストリート
- りょーや
- ひとつ
- 藁谷ショウコ

### お笑い芸人
- あい（渡邊夏美（現・コブラナッツ）、松田佳奈）
- タン☆バリ〜ン（中村摂（現・おひさまロケット）、村田真理子）

これより前の「ふゆ〜す」時代には「ユレるじゅーたん」というユニットのメンバーとして紹介されている。
- 花嫁修業中

マナティ、古川ちえみ、中央線withyou、ビニールの4組5人組
- 早川伸吾（東国原英夫の弟子）
- ユレるじゅーたん

ふゆ〜す（中村摂、村田真理子）、プラスワン（早戸裕、横山周一郎）、Paradise18GO!!（鈴木千登世、横溝美友紀（現・おひさまロケット））、すくらんぶる（中村陽介、太田勝）の8人組
等

### その他の出演者
- ヴェートーベン
- YASS
- 伊礼彼方

### ストファイサポーター
Music Club TourやストFILEなどで取材をする番組アシスタント。
ストサポ01*高山都
ストサポ02*火災報知器
ストサポ03*蜂谷晏海
ストサポ04*春日潤也
ストサポ05*ダレアレ悟
ストサポ06*奥浜レイラ
ストサポ07*やさしい雨
ストサポ08*久嬢由起子

## 番組内コーナー
- Hジェネレーション - 平成生まれの若き才能を発掘するコーナー（2006年〜、ナビゲーター：星川玲奈）
- TSF×GiGS - ストリートファイターズと音楽雑誌月刊ギグスとの連動企画
- ストファイ通信 - 番組オリジナルの音楽情報を発信するコーナー
- Music Club Tour - 全国の軽音楽部やミュージックシーンを紹介するコーナー
- ストFILE - ストファイサポーターが直接取材し、新たな才能を見つけていくコーナー
- 投稿ガチリサーチ - 視聴者からの情報を頼りにアーティストを探しに行くコーナー（ストファイサポーター：ダレアレ悟）

## スタッフ
- ナレーション：岩井証夫
- ナビゲーター：YASS
- 構成：斉藤由紀子、ねだしんじ、堀内一寿、ゆーやん
- MA：備後正太郎
- 音効：國安啓
- システムマネージメント：テレビ朝日ミュージックストリートファイターズ事務局 小林祐二、芦原真澄
- 制作協力：ViViA、Lsd、CRAZY TV
- AP：槌田真智子
- スーパーバイザー：吉田真佐男
- Webプロデューサー：早崎弘一
- ディレクター：土屋正和、橋本美紀、中村広嗣
- 演出：橋本康弘
- プロデューサー：伊東寛晃（テレビ朝日）、黒河内高明（ViViA）
- ゼネラルプロデューサー：清水克也（テレビ朝日）
- 制作協力：テレビ朝日系列各局
- 製作著作：テレビ朝日

### 過去のスタッフ
- ナレーション：DJ TARO、佐藤アサト、草尾毅
- 構成：林賢一、米川榮一
- 音効：渡辺浩昭
- システムマネージメント：高橋秀仁
- ディレクター：新川寛子、川崎亮、梅原友里
- チーフプロデューサー：佐藤信也（テレビ朝日）
- プロデューサー：藤沢浩一（テレビ朝日）

## ネット局
- 太字で表記している局は地元エリア限定バージョンあり。

| 放送対象地域   | 放送局           | 系列           | 放送日時               | 備考         |
| -------------- | ---------------- | -------------- | ---------------------- | ------------ |
| 関東広域圏     | テレビ朝日       | テレビ朝日系列 | 火曜 1時21分 - 1時51分 | 制作局       |
| 北海道         | 北海道テレビ     | テレビ朝日系列 | 木曜 1時45分 - 2時15分 | 3日遅れ      |
| 青森県         | 青森朝日放送     | テレビ朝日系列 | 月曜 0時40分 - 1時10分 |              |
| 岩手県         | 岩手朝日テレビ   | テレビ朝日系列 | 日曜 1時30分 - 2時00分 | 5日遅れ      |
| 宮城県         | 東日本放送       | テレビ朝日系列 | 木曜 1時51分 - 2時21分 | 2日遅れ      |
| 秋田県         | 秋田朝日放送     | テレビ朝日系列 | 日曜 1時55分 - 2時25分 |              |
| 山形県         | 山形テレビ       | テレビ朝日系列 | 土曜 1時20分 - 1時50分 |              |
| 福島県         | 福島放送         | テレビ朝日系列 | 月曜 0時40分 - 1時10分 | 6日遅れ      |
| 新潟県         | 新潟テレビ21     | テレビ朝日系列 | 水曜 1時25分 - 1時55分 | 1日遅れ      |
| 長野県         | 長野朝日放送     | テレビ朝日系列 | 火曜 1時15分 - 1時45分 |              |
| 静岡県         | 静岡朝日テレビ   | テレビ朝日系列 | 木曜 1時55分 - 2時25分 |              |
| 石川県         | 北陸朝日放送     | テレビ朝日系列 | 水曜 1時50分 - 2時20分 |              |
| 中京広域圏     | メ〜テレ         | テレビ朝日系列 | 火曜 2時54分 - 3時24分 | 同日時差放送 |
| 近畿広域圏     | 朝日放送         | テレビ朝日系列 | 金曜 2時33分 - 3時03分 | 4日遅れ      |
| 広島県         | 広島ホームテレビ | テレビ朝日系列 | 金曜 1時21分 - 1時51分 |              |
| 山口県         | 山口朝日放送     | テレビ朝日系列 | 木曜 1時15分 - 1時45分 |              |
| 香川県・岡山県 | 瀬戸内海放送     | テレビ朝日系列 | 日曜 1時35分 - 2時05分 | 5日遅れ      |
| 愛媛県         | 愛媛朝日テレビ   | テレビ朝日系列 | 火曜 1時21分 - 1時51分 | 同時ネット   |
| 福岡県         | 九州朝日放送     | テレビ朝日系列 | 火曜 1時50分 - 2時20分 | 7日遅れ      |
| 長崎県         | 長崎文化放送     | テレビ朝日系列 | 月曜 0時45分 - 1時15分 | 6日遅れ      |
| 熊本県         | 熊本朝日放送     | テレビ朝日系列 | 日曜 2時05分 - 2時35分 |              |
| 大分県         | 大分朝日放送     | テレビ朝日系列 | 金曜 1時50分 - 2時20分 | 11日遅れ     |
| 鹿児島県       | 鹿児島放送       | テレビ朝日系列 | 土曜 2時20分 - 2時50分 | 4日遅れ      |
| 沖縄県         | 琉球朝日放送     | テレビ朝日系列 | 金曜 1時45分 - 2時15分 | 3日遅れ      |

- 以前は、TBS系列のテレビ高知でも放送されていた。